# Electronic Flight Instrument System
Electronic Flight Instrument System, EFIS, "elektroniskt flyginstrumentsystem", är en av de viktigaste delarna i en glascockpit, ett datorsystem som används i flygplan. Systemet, som introducerades i samband med Boeing 767-300ER, ersätter traditionella mätare och visare med elektroniska bildskärmar kopplade till en dator.